# Svarte
Svarte est une localité de Suède dans la commune d'Ystad en Scanie.
Sa population était de 908 habitants en 2019.

## Personnalités liées à la commune
- Hugo Larsson (2004-), footballeur suédois né à Svarte.